# (9899) 1996 EH
(9899) 1996 EH là một tiểu hành tinh vành đai chính. Nó được phát hiện bởi Robert H. McNaught ở Đài thiên văn Siding Spring ở Coonabarabran, New South Wales, Australia, ngày 12 tháng 3 năm 1996.